# Tour de Irán-Azerbaiyán
El Tour de Irán-Azerbaiyán o Tour de Irán (Azerbaiyán) (anteriormente: Azerbaijan Tour) es una carrera ciclista por etapas iraní que se disputa en el Azerbaiyán iraní o Azerbaiyán Meridional.
Se comenzó a disputar en 1986 como amateur hasta que en 1999 comenzó a ser profesional en la categoría 2.5, de nuevo entre 2000 y 2001 volvió a ser amateur hasta que en 2003 recuperó el profesionalismo en su misma categoría anterior para en el 2004 volver a ser de nuevo amateur. Con la creación de los Circuitos Continentales UCI en 2005 entró a formar parte del circuito UCI Asia Tour como competencia de la categoría 2.2 (última categoría del profesionalismo). En 2013 se fusionó con el International Presidency Tour dado que esa carrera había desaparecido en 2012 logrando esa unión el ascenso a la categoría 2.1 en el año 2014.
A pesar de su nombre no debe confundirse con otra carrera carrera ciclista profesional por etapas que se disputa en Azerbaiyán creada en 2012 llamada Heydar Aliyev Cycling Tour y que en 2013 se renombró por Tour de Azerbaiyán.

## Palmarés
| Año                       | Ganador              | Segundo              | Tercero               |
| ------------------------- | -------------------- | -------------------- | --------------------- |
| Tour de Azerbaiyán        |                      |                      |                       |
| 1986                      | Mohammad Reza Bajool | Davoud Zeynali       | Abdolqasem Rahmaniyan |
| 1987                      | Mohammad Reza Bajool | Hassan Milani        | Ahad Pourniyazi       |
| 1988                      | Mohammad Reza Bajool | Akbar Amjadi         | Mehran Safarzadeh     |
| 1989                      | Hossein Mahmoudi     | Mostafa Chaychi      | Alireza Zangiabadi    |
| 1990                      | Hossein Mahmoudi     | Abas Ismaili         | Alireza Zangiabadi    |
| 1991                      | Tamer Avral          | Ayhan Aytakin        | Jamal Sheykhooni      |
| 1992                      | Hassan Sharifzadeh   | Khosrow Qamari       | Hussain Eslami        |
| 1993                      | Kasta Kolov          | Majid Vafaei         | Hossein Azari         |
| 1994                      | Dmitrij Katmakov     | Majid Sheyk          | Manis Shabloni        |
| 1995                      | Yurij Chekov         | Valery Titov         | Hossein Askari        |
| 1996                      | Sergej Belousov      | Ahad Kazemi          | Yurij Kosonov         |
| 1997                      | Andréi Mizúrov       | Valery Titov         | Sergej Belousov       |
| 1998                      | Ahad Kazemi          | Ghader Mizbani       | Andrej Kashin         |
| 1999                      | Ahad Kazemi          | Hossein Askari       | Ghader Mizbani        |
| 2000                      | Ghader Mizbani       | Hossein Maleki       | Ahad Kazemi           |
| 2001                      | Ahad Kazemi          | Hossein Askari       | Vazgen Golijaniyan    |
| 2002                      | Ghader Mizbani       | Mert Mutlu           | Ahad Kazemi           |
| 2003                      | Ahad Kazemi          | Mahdi Sohrabi        | Pavel Nevdakh         |
| 2004                      | Alexey Kolessov      | Mostafa Seyed-Rezaei | Mert Mutlu            |
| 2005                      | Ghader Mizbani       | Ahad Kazemi          | Omar Hasanin          |
| 2006                      | Ghader Mizbani       | Ahad Kazemi          | Mostafa Seyed-Rezaei  |
| 2007                      | Hossein Askari       | Ghader Mizbani       | Rahim Ememi           |
| 2008                      | Hossein Askari       | Ghader Mizbani       | Ahad Kazemi           |
| 2009                      | Ahad Kazemi          | Hossein Askari       | Ghader Mizbani        |
| 2010                      | Ghader Mizbani       | Amir Zargari         | Hossein Askari        |
| 2011                      | Mahdi Sohrabi        | Hossein Askari       | Ghader Mizbani        |
| 2012                      | Javier Ramírez Abeja | Abbas Saeidi Tanha   | Hossein Askari        |
| Tour de Irán (Azerbaiyán) |                      |                      |                       |
| 2013                      | Ghader Mizbani       | Milan Kadlec         | Amir Kolahdozhagh     |
| 2014                      | Ghader Mizbani       | Samad Poor Seiedi    | Ramin Mehrabani       |
| 2015                      | Samad Poor Seiedi    | Rahim Ememi          | Ramin Mehrabani       |
| 2016                      | Samad Poor Seiedi    | Rahim Ememi          | Arvin Moazemi         |
| 2017                      | Rob Ruijgh           | Ilya Davidenok       | Nicola Toffali        |
| 2018                      | Dmitri Sokolov       | Meron Abraham        | Venantas Lašinis      |
| 2019                      | Savva Novikov        | Cristian Raileanu    | Youcef Reguigui       |
| 2022                      | Gianni Marchand      | Saeid Safarzadeh     | Dawit Yemane          |
| 2023                      | Saeid Safarzadeh     | Anatoliy Budyak      | Anton Kuzmin          |

Notas:
- Las ediciones desde 1986 a 2003 fueron amateur excepto las ediciones 1999 y 2002
- En la edición 2016, el ciclista Ahad Kazemi fue inicialmente segundo, pero su resultado fue anulado debido a una sanción por violación a las reglas antidopaje.[5]

## Palmarés por países
| País         | Victorias |
| ------------ | --------- |
| Irán         | 25        |
| Kazajistán   | 4         |
| Turkmenistán | 2         |
| Rusia        | 2         |
| Turquía      | 1         |
| España       | 1         |
| Países Bajos | 1         |
| Bélgica      | 1         |